# Лаптева, Ксения Викторовна
Ксения Викторовна Лаптева (род. 11 октября 1983, Апатиты, Мурманская область, РСФСР, СССР) — российская баскетболистка, выступавшая в амплуа разыгрывающего защитника. Неоднократный призёр летних Универсиад, бронзовый призёр чемпионата России. Мастер спорта международного класса.

## Биография
Лаптева Ксения начинала заниматься баскетболом в своём родном городе. В 14 лет на всероссийских соревнованиях в Волгограде её заметили питерские тренеры, после чего Ксения уехала в Санкт-Петербург учиться в спорт-интернате у Станислава Гельчинского. 1999 год для баскетболистки стал переломным – вызов в кадетскую сборную России на чемпионат Европы в Румынию (4-е место) и дебют в элите российского баскетбола «Суперлиге» за питерскую «Волну». И первый же сезон оказался успешным, бронзовые медали первенства России, Лаптева провела за команду 32 игры.
В 2001 году она выступает в составе сборной России на юниорском чемпионате мира в Чехии, где вместе со своими подругами завоёвывает серебряные медали. После окончания «мирового форума» она переходит в другую питерскую команду «Балтийская Звезда», за которую играет два сезона.
Лето 2003 года для баскетболистки было очень насыщенным спортивными событиями. С 25 июля по 3 августа Ксения участвует на молодёжном чемпионате мира в Хорватии (6-е место), а уже через 3 недели в составе студенческой сборной России становится обладателем бронзовой медали летней Универсиады.
После декретного отпуска Лаптева возвращается в большой баскетбол, но уже в составе курского «Динамо», где проводит 7 лет. За этот период «динамовки» начинают показывать свои лучшие результаты за всю историю клуба, 2 раза занимают 4-е место в чемпионате России, 2 раза участвуют в полуфинальных играх кубка Европы. Немалую роль в командных достижениях сыграла Ксения Лаптева, причём с 2008 по 2011 год являлась капитаном команды.
На летней Универсиаде – 2007 в Бангкоке, где Лаптева стала серебряным призёром, она также была капитаном в команде.
В 2011 году Ксения вернулась в Санкт-Петербург, подписав двухлетний контракт с местным «Спартаком». Но здесь её ждало разочарование, в первом же сезоне команда вылетела из «Суперлиги», а во втором — в январе 2013 года прекратила своё существование. После чего Лаптева завершила свои выступления в профессиональном баскетболе. В настоящий момент она играет за ветеранов ленинградского баскетбола, а также за команду Санкт-Петербургского государственного университета экономики и финансов в турнирах ассоциации студенческого баскетбола (АСБ) .

## Достижения
- Серебряный призёр чемпионата мира среди юниорок: 2001
- Серебряный призёр Универсиады: 2007
- Бронзовый призёр Универсиады: 2003
- Бронзовый призёр чемпионата России: 2000
- Серебряный призёр Балтийской женской лиги: 2002
- Бронзовый призёр Балтийской женской лиги: 2003